# Hilversum-Kultur
Hilversum-Kultur ist die Bezeichnung für eine in den Niederlanden auftretende Bevölkerungsgruppe aus der Frühbronzezeit (FBZ). Sie datiert in die Zeit zwischen dem 18. und 9. Jahrhundert v. Chr. und wurde an einem Grabhügel in Touterfout-Halve Mijl entdeckt.

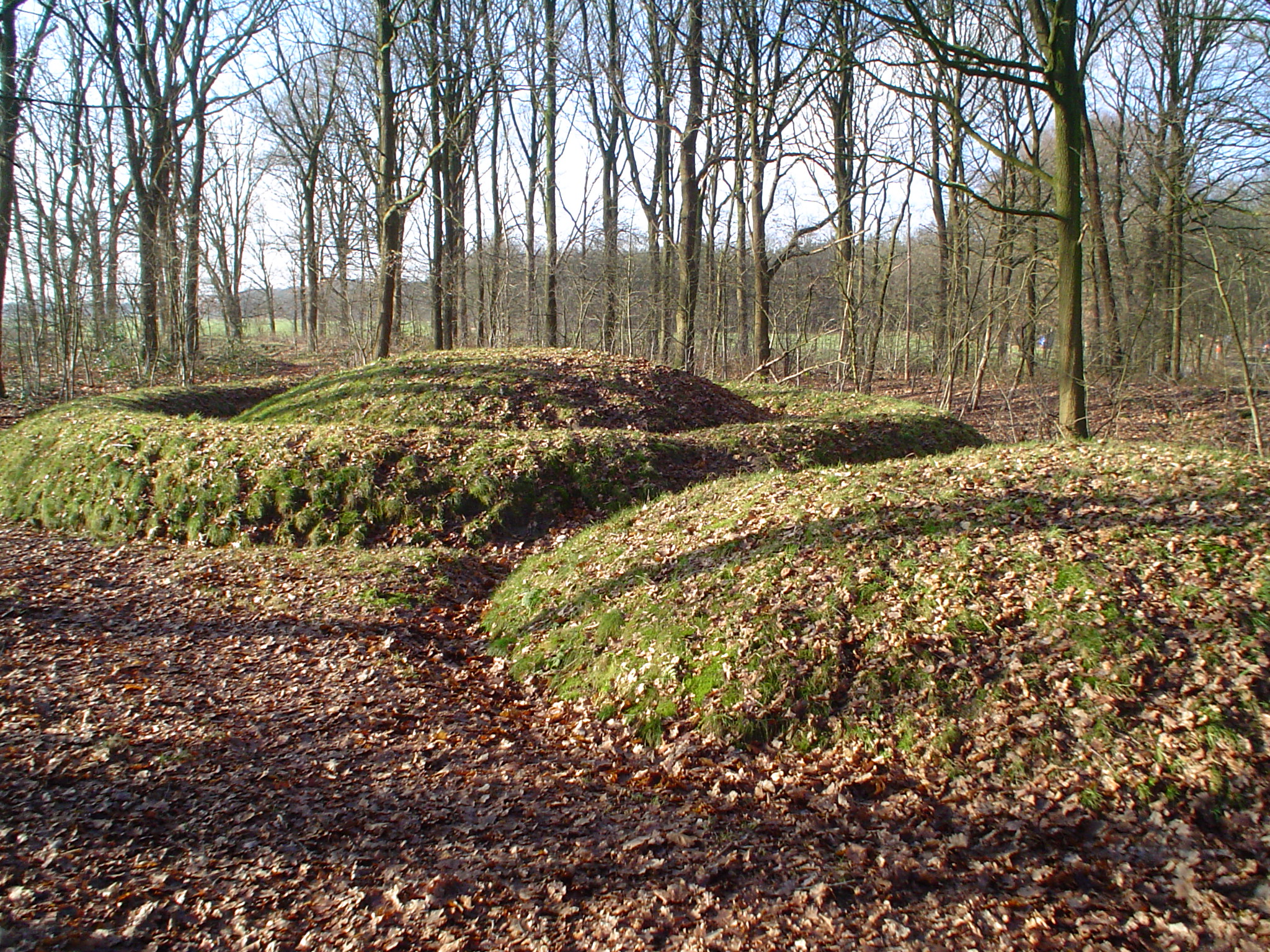
Grabhügel von Touterfout

Ende der 1950er Jahre konnte sie durch Willem Glasbergen definiert und beschrieben werden. Archäologisch gesehen definiert sie sich durch eine besondere Form der Bestattung und materiellen Hinterlassenschaften in Form von außergewöhnlichen Keramiken. Damit nimmt sie eine Sonderentwicklung innerhalb der Mittleren Bronzezeit im Westen Europas, die zu dieser Zeit eine andere Entwicklung aufweisen.

## Chronologische Einordnung
Anhand von zwei chronologischen Datierungsansätzen lässt sich die Hilversum-Kultur unterscheiden, zum einen anhand der „Relativen Chronologie“ und zum anderen anhand der „Absoluten Chronologie“.

## Relative Chronologie
Relativchronologisch lässt sich ihr Beginn an das Ende der zentraleuropäischen Phase Bronzezeit A2 (BZ A2) nach P. Reinecke, bzw. der nordeuropäischen Periode I nach O. Montelius stellen. Damit gehört sie streng genommen noch dem Ende der Frühbronzezeit (FBZ) an.
Sie gliedert sich in drei unterschiedliche Stilstufen auf:
Die Stilstufen „Hilversum“ (abgekürzt „HVS“), „Drakenstein“ (abgekürzt „DKS“) und „Laren“ (abgekürzt „LRN“).
Neuere Untersuchungen (siehe Anmerkung 1) anhand von 14C-Daten ergaben jedoch, chronologisch gesehen, ein fast gleichzeitiges Auftreten der Stilstufe Hilversum und Drakenstein. Aus diesem Grund werden sie inzwischen wie folgt aufgeteilt:
1. Stufe – HVS 1 (Hilversum)
2. Stufe – HVS 2 (Drakenstein)
3. Stufe – HVS 3 (Laren)

Des Weiteren ist eine Unterteilung der Frühphase HVS 1 in drei Unterphasen möglich, die mit den Großbuchstaben A–C bezeichnet werden:
1. HVS 1A
2. HVS 1B
3. HVS 1C

## Absolute Chronologie
14C-Daten aus den Niederlanden: (siehe Anmerkung 2)
- Das älteste Datum der Hilversum-Kultur stammt bisher aus Toterfout (GrN 1053): 3580 ±130 BP (unkalibriert) und beinhaltet DKS-Keramik.
- Das jüngste Datum stammt aus Benschop (GrN 5356): 2960 ±60 BP (unkalibriert) beinhaltet LRN-Keramik. Damit ist der Zeitrahmen für das absolutchronologische Vorkommen der Hilversum-Kultur gegeben.
- Das älteste Datum für HVS-Keramik stammt ebenfalls aus Toterfout (GrN 50) und wird mit 3450 ±100 BP (unkalibriert) angegeben.

## Herleitung
In erster Linie wurde sie durch einige Ausgrabungen in Hilversum (Niederlande) lokalisierter Hügelgräber entdeckt. Das Besondere dieser Ausgrabungen lag in der für diese Zeitphase untypischen Brandbestattungen. Die Asche der Verstorbenen wurde im Anschluss an die Verbrennung in eine Urne gegeben und unter einem Hügel begraben. Diese Urnen bestanden aus einer Keramik, die bereits Jahre zuvor in Siedlungsstrukturen beobachtet wurde, über deren genauere Datierung jedoch zunächst nichts bekannt war. Aufgrund ihrer sehr schlechten Qualität und Machart, wurde an eine Datierung in das Ausgehende Neolithikum gedacht. Anhand zahlreicher 14C-Daten war es jedoch möglich, die Gräber in die entwickelte Frühbronzezeit (Bronzezeit A2) zu datieren.
Durch zahlreiche weitere Ausgrabungen ist es inzwischen gelungen einige Bronzeobjekte, die als Grabbeigaben mit in die Gräber gelegt wurden, chronologisch genauer zu datieren. Es handelt sich hierbei um kleine Bronzedolche, die typologisch gesehen in den Bereich der so genannten „Sögeler Kultur“ gestellt werden müssen und damit als weitere Belege für eine Datierung an das Ende der Frühbronzezeit oder den Beginn der Mittleren Bronzezeit dienen.

## Charakteristikum der Keramik
Das Charakteristikum der Keramik der Hilversum-Kultur ist ihre tonnenförmige Kontur und die Verzierung der Gefäße durch unterschiedlich positionierte Schnureindrücke oder plastischen Leisten im oberen Bereich der Gefäßkörper. Die Gefäßwandung ist zumeist über einen Zentimeter dick und fällt durch eine starke und grobe Quarzmagerung auf.